# Naras Hilir
Naras Hilir is een bestuurslaag in het regentschap Pariaman van de provincie West-Sumatra, Indonesië. Naras Hilir telt 1258 inwoners (volkstelling 2010).